# Поток (Ідрія)
Поток (словен. Potok) — невелике поселення в горах на схід від Ідрії, Регіон Горишка, Словенія. Висота над рівнем моря: 746,6 м.